# ماکسی رودریگز
ماکسیمیلیانو روبن «ماکسی» رودریگز (اسپانیایی: Maximiliano Rubén "Maxi" Rodríguez‎؛ زادهٔ ۲ ژانویهٔ ۱۹۸۱) بازیکن فوتبال اهل آرژانتین است که هم‌اکنون برای تیم آرژانتینی نیولز اولد بویزبازی می‌کند. وی همین‌طور ۵۷ بار برای تیم ملی آرژانتین به میدان رفته و  ۱۶ گل به ثمر رسانده‌است همچنین او در سه جام جهانی (۲۰۰۶ ,۲۰۱۰ , ۲۰۱۴) حضور داشته و در جام جهانی ۲۰۱۴ همراه با آرژانتین نایب قهرمان شد.
رودریگز در سال ۲۰۰۱ به همراه تیم ملی جوانان آرژانتین قهرمان جام جهانی فوتبال جوانان شد. گل رودریگز در ترکیب تیم ملی آرژانتین به مکزیک در یک‌هشتم‌نهایی جام جهانی ۲۰۰۶ به عنوان زیباترین گل‌ جام شناخته شد. او همچنین از سال ۲۰۰۷ تا ۲۰۰۹ کاپیتان تیم اتلتیکو مادرید بود.

## افتخارات
لیورپول:جام اتحادیه انگلیس ۲۰١١-۲۰۱۲

نیولز اولد بویز:لیگ فوتبال آرژانتین ۲۰۱۳

پینارول : لیگ اروگوئه ۲۰۱۷-۲۰۱۸.جام حذفی 
اروگوئه ۲۰۱۷-۲۰۱۸

تیم ملی آرژانتین:قهرمانی جام جهانی زیر ۲۰ سال ۲۰۰۱
نایب قهرمانی جام جهانی ۲۰۱۴ برزیل
نایب قهرمانی کوپا آمریکا ٢۰۰۷ ونزوئلا
نایب قهرمان جام کنفدراسیون ها ۲۰۰۵ آلمان